# Cladocarpus crenatus
Cladocarpus crenatus är en nässeldjursart som först beskrevs av Fewkes 1881.  Cladocarpus crenatus ingår i släktet Cladocarpus och familjen Aglaopheniidae. Inga underarter finns listade i Catalogue of Life.